# Garça-pequena

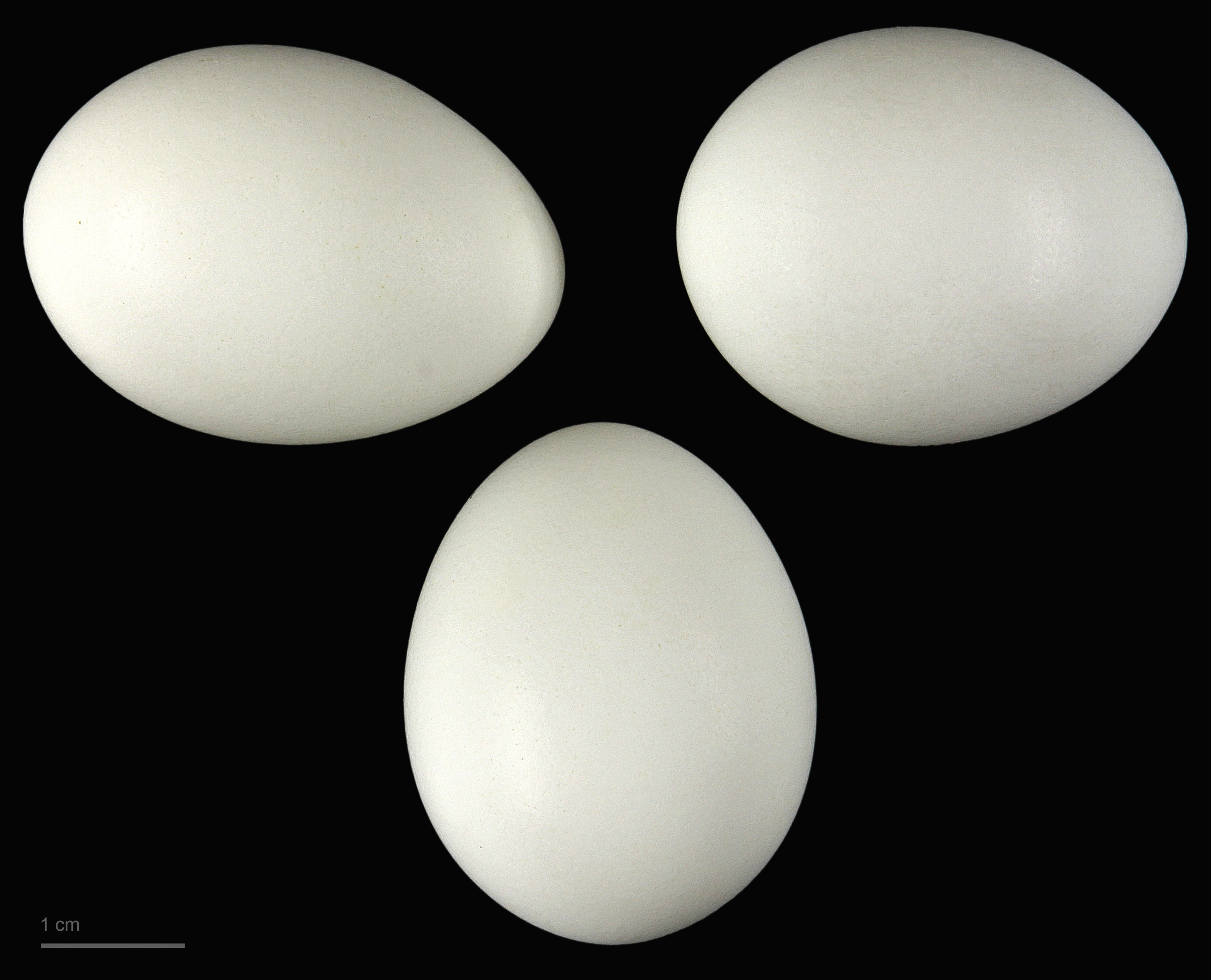
Ixobrychus minutus - MHNT

A garça-pequena, garceta ou garçote (Ixobrychus minutus) é uma ave da família Ardeidae. É parecida com o abetouro-comum, mas é muito mais pequena, parecendo uma versão em miniatura dessa espécie. O macho tem a plumagem preta por cima e bege por baixo; em voo, destacam-se duas enormes ovais nas asas abertas, que correspondem às coberturas, também elas beges. A fêmea tem um padrão semelhante ao do macho, mas é mais acastanhada.
Esta garça ocorre em Portugal durante a época de reprodução, nidificando em caniçais e pauis. É uma espécie migradora, que passa o Inverno na África tropical.

## Subespécies
A espécie é politípica, são reconhecidas 5 subespécies.
- I. m. minutus - Europa e Ásia ocidental
- I. m. payesii - África

existem 3 outras subespécies noutras regiões.

## Conservação
Esta espécie encontra-se listada no Livro Vermelho dos Vertebrados de Portugal com o estatuto de Vulnerável.